# Уялы (Коргалжынский район)
Уялы (каз. Ұялы) — село в Коргалжынском районе Акмолинской области Казахстана. Входит в состав Карашалгинского сельского округа. Код КАТО — 116041400.

## География
Село расположено на левом берегу реки Нура, на расстоянии примерно 22 километров (по прямой) к северо-востоку от административного центра района — села Коргалжын, в 18 километрах к юго-востоку от административного центра сельского округа — села Жантеке.
Абсолютная высота — 333 метров над уровнем моря.
Климат холодно-умеренный, с хорошей влажностью. Среднегодовая температура воздуха положительная и составляет около +4,5°С. Среднемесячная температура воздуха в июле достигает +21,1°С. Среднемесячная температура января составляет около -14,3°С. Среднегодовое количество осадков составляет около 370 мм. Основная часть осадков выпадает в период с июня по июль.
Ближайшие населённые пункты: село Садырбай — на юге, село Каргалы — на севере, село Арыкты — на востоке.

### Улицы[3]
- ул. Абая Кунанбаева.

## Население
В 1989 году население села составляло 367 человек (из них казахи — 100%).

В 1999 году население села составляло 279 человек (142 мужчины и 137 женщин). По данным переписи 2009 года, в селе проживало 105 человек (58 мужчин и 47 женщин).
| Численность населения | Численность населения | Численность населения |
| 1989                  | 1999                  | 2009                  |
| --------------------- | --------------------- | --------------------- |
| 367                   | ↘279                  | ↘105                  |